# Дьюла Тот
Дьюла Тот (угор. Tóth Gyula; 10 червня 1901 — 22 квітня 1936) — угорський футболіст. З 1922 по 1924 рік він зіграв у п'яти матчах національної збірної Угорщини з футболу.

## Біографія
Дьюла Тот народився 10 червня 1901 року в місті Секешфегервар на території тодішньої Австро-Угорщини. У 1922 році він переїхав до Будапешта та приєднався до клубу КАОЕ.
24 вересня 1922 року Тот дебютував у складі національної збірної Угорщини в товариському матчі проти команди Швейцарії (1:3) і загалом зіграв за збірну п'ять ігор, не забивши жодного гола. Останній свій матч за збірну він провів 18 травня 1924 року проти Австрії (0:2).
Він також увійшов до складу угорської команди, що взяла участь у футбольному турнірі літніх Олімпійських ігор 1924 року в Парижі, проте на поле у Франції не виходив.
Помер 22 квітня 1936 року в Будапешті у віці 34 років після тяжкої хвороби.

## Матчі за збірну
| Дата              | Місто    | Суперник  | Рахунок | Джерело |
| ----------------- | -------- | --------- | ------- | ------- |
| 24 вересня 1922   | Відень   | Австрія   | 2:2     | [ 4 ]   |
| 26 листопада 1922 | Будапешт | Австрія   | 1:2     | [ 5 ]   |
| 6 квітня 1924     | Будапешт | Італія    | 7:1     | [ 6 ]   |
| 4 травня 1924     | Будапешт | Австрія   | 2:2     | [ 7 ]   |
| 18 травня 1924    | Цюрих    | Швейцарія | 2:4     | [ 8 ]   |